# Mindre växthuspiga
Mindre växthuspiga (Cryptolaemus montrouzieri) är en skalbaggsart som beskrevs av Étienne Mulsant 1853. Cryptolaemus montrouzieri ingår i släktet Cryptolaemus och familjen nyckelpigor. Arten är tillfälligt reproducerande i Sverige. Inga underarter finns listade i Catalogue of Life.

## Bildgalleri

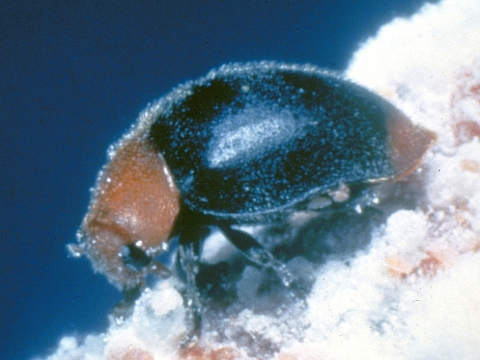
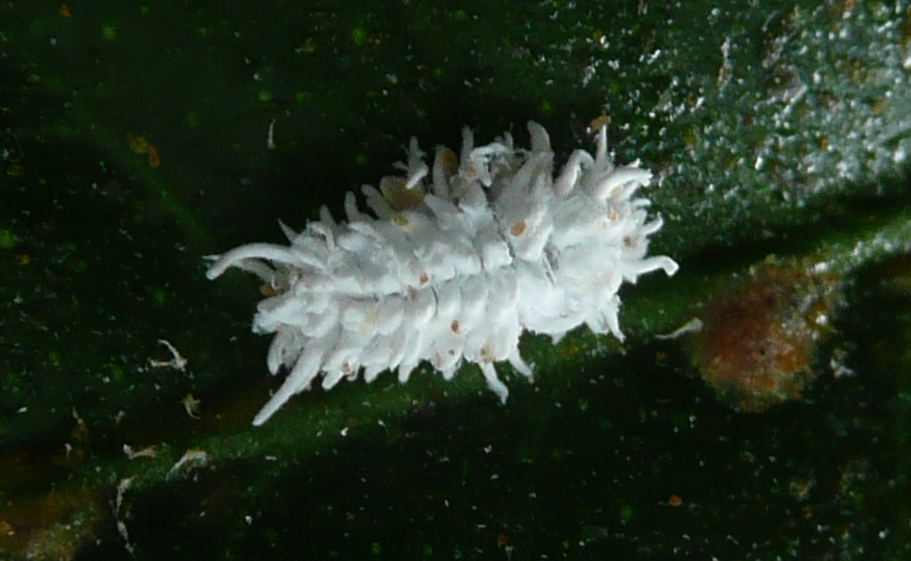
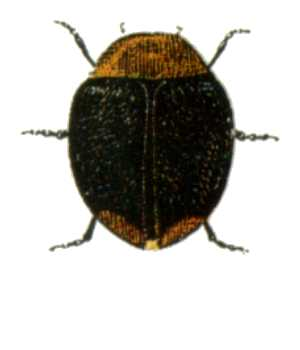
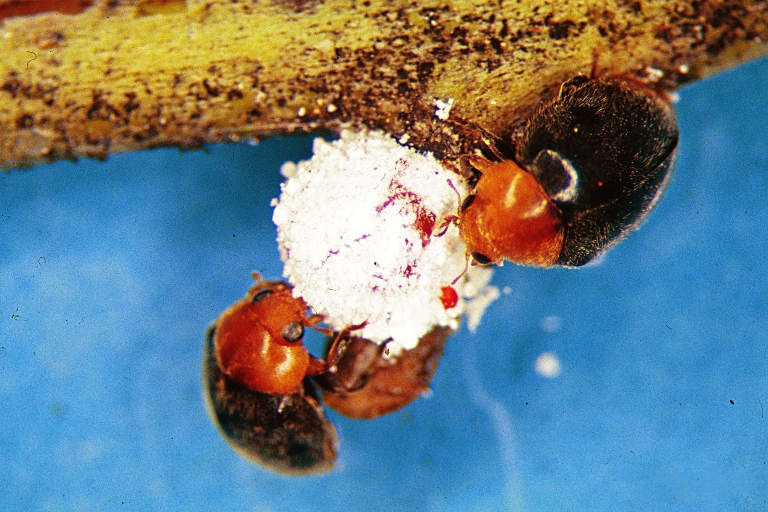